# Monte Don Pedro Christophersen
Il Monte Don Pedro Christophersen (in lingua inglese: Mount Don Pedro Christophersen) è una imponente montagna antartica, per lo più ricoperta di ghiaccio e alta 3.765 m, che sormonta la linea di divisione tra le testate del Ghiacciaio Scott, e del Ghiacciaio Cooper, nei Monti della Regina Maud, in Antartide. 
Il monte fu scoperto nel 1911 dalla spedizione antartica dell'esploratore polare norvegese Roald Amundsen.
La denominazione è stata assegnata dallo stesso Amundsen in onore di Peter "Don Pedro" Christophersen, di origine norvegese ma che si era trasferito a Buenos Aires, in Argentina, ed era uno dei principali finanziatori della sua spedizione.